# Park Santaka
Park Santaka, litevsky Santakos parkas, je městský park u soutoku řek Nemunas a Neris, ve čtvrti Senamiestis (Staré město) krajského města Kaunas v Litvě.

## Další informace
Park Santaka má přibližný tvar trojúhelníku a nachází se poblíž významných historických objektů, kterými jsou hrad Kaunas (Kauno pilis) a kostel sv. Jiřího mučedníka (Šv. Jurgio Kankinio bažnyčia) s přilehlým klášterem. Litevské slovo santaka znamená soutok a odkazuje tak na blízký soutok největšich a nejdelších litevských řek Nemunas (Němen) a Neris. Údajně je to také „rodiště“ Kaunasu a stála zde pohanská svatyně. Park byl ustanoven 11. května 1993 a v roce 2022 prošel renovací. Ve výsadbách parku převažují listnaté dřeviny, z nichž památným stromem je vrba Santaka (Santakos gluosnis). Park má také svůj malý kopec, kterým je Popiežiaus kalnelis (Papežův vrch). Je to populární místo mezi místními i turisty. Jsou zde louky, řeky, hřiště, stadion, dětská hřiště, místa pro pikniky, inline trať, skatepark, amfiteátr, památníky, sochy, turistická trasa, cyklostezka, bludné balvany a souvky aj. V roce 1993 zde zavítal papež Jan Pavel II. a v roce 2018 papež František, který zde sloužil mši. Občasně či pravidelně jsou zde také pořádané různé sportovní, kulturní aj. akce. Místo je celoročně volně přístupné.

## Galerie

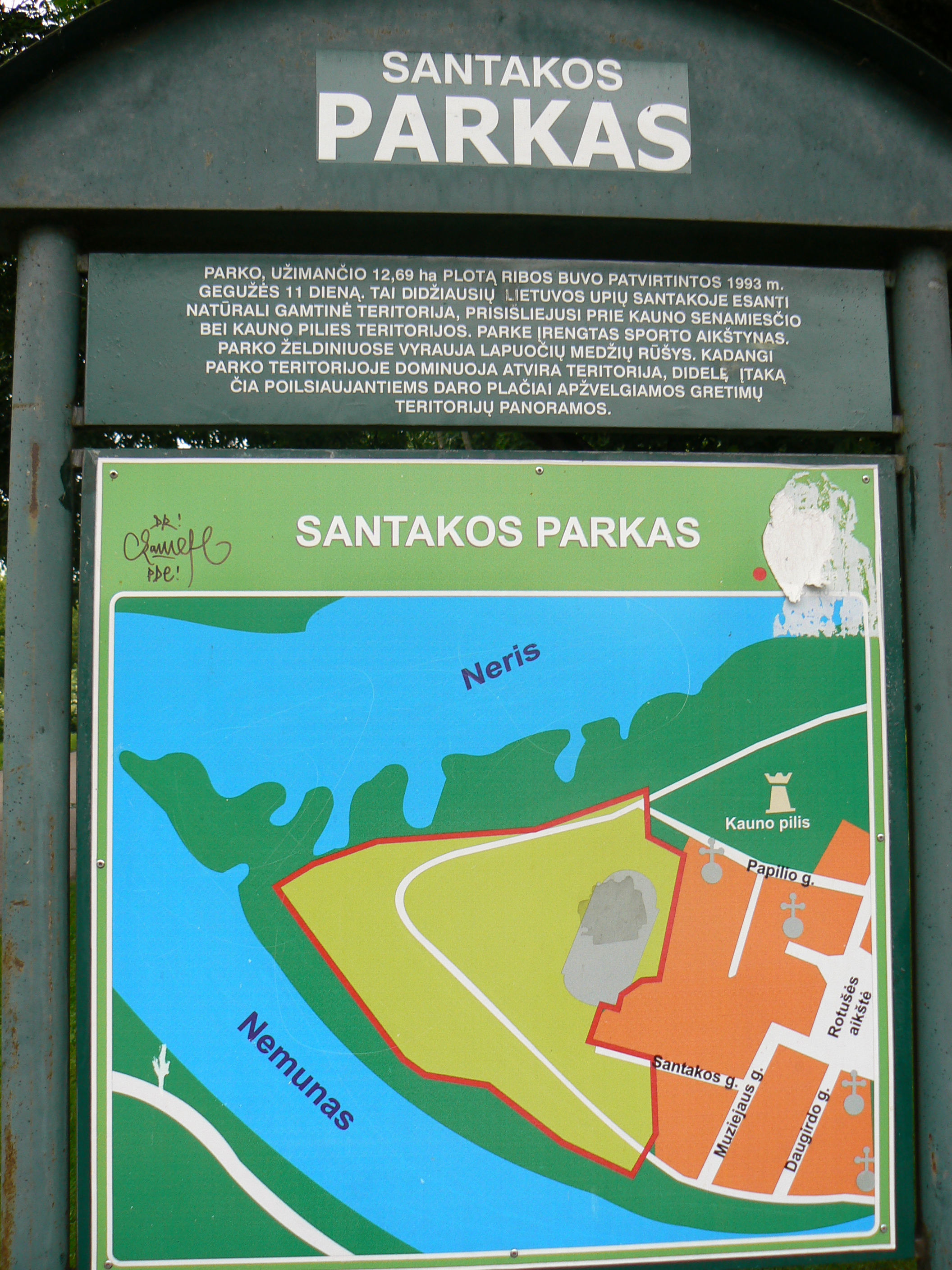
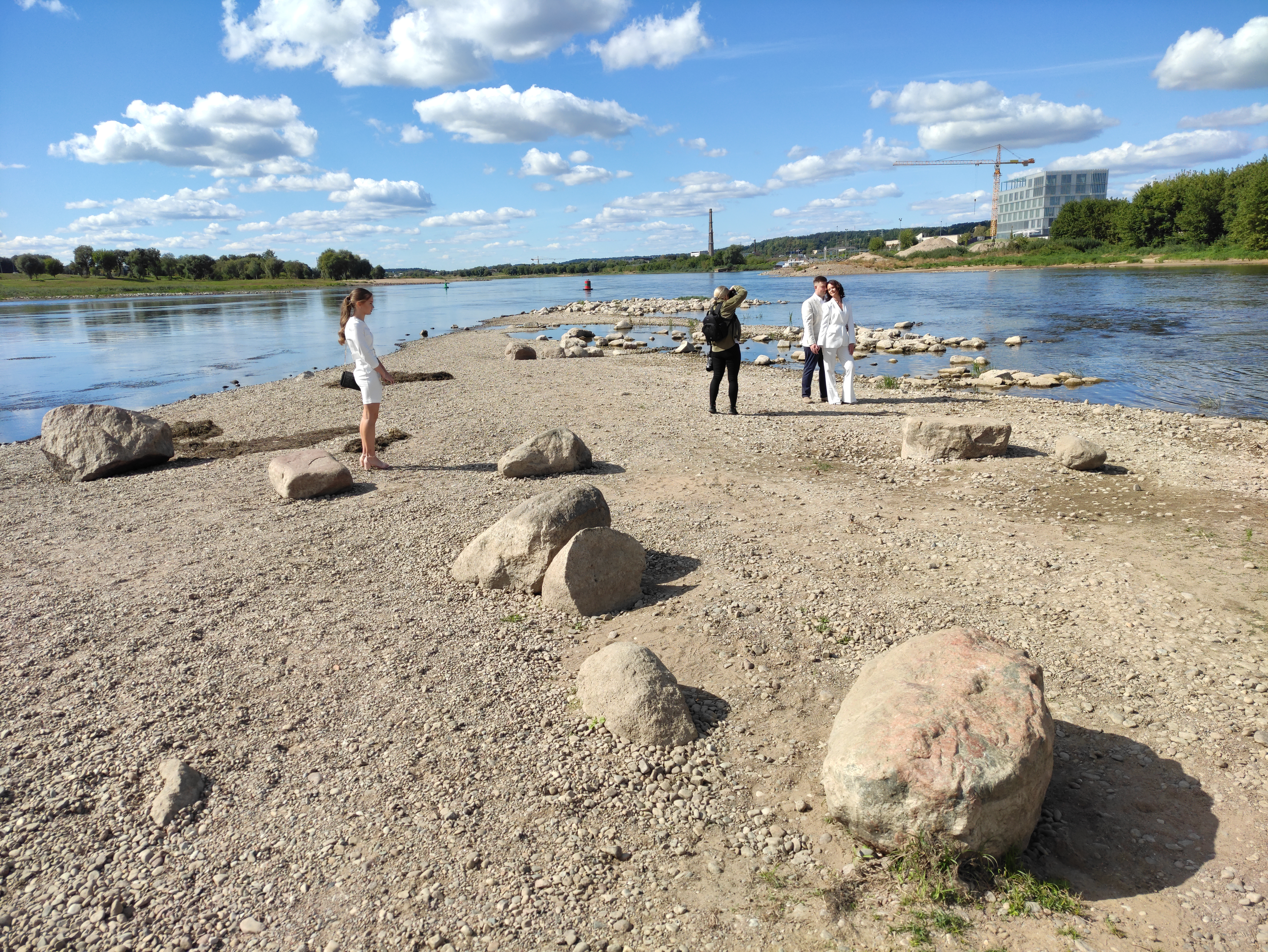
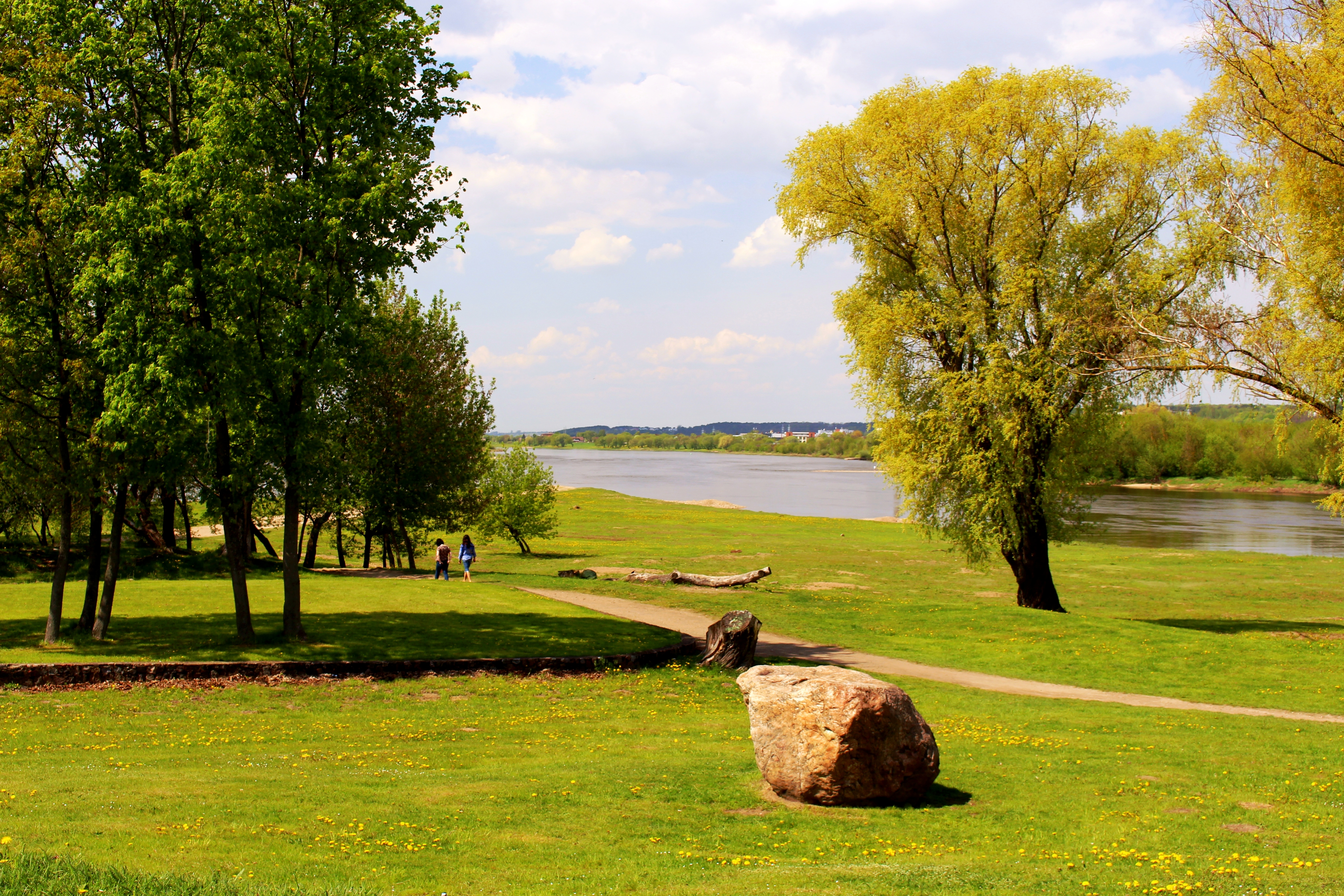
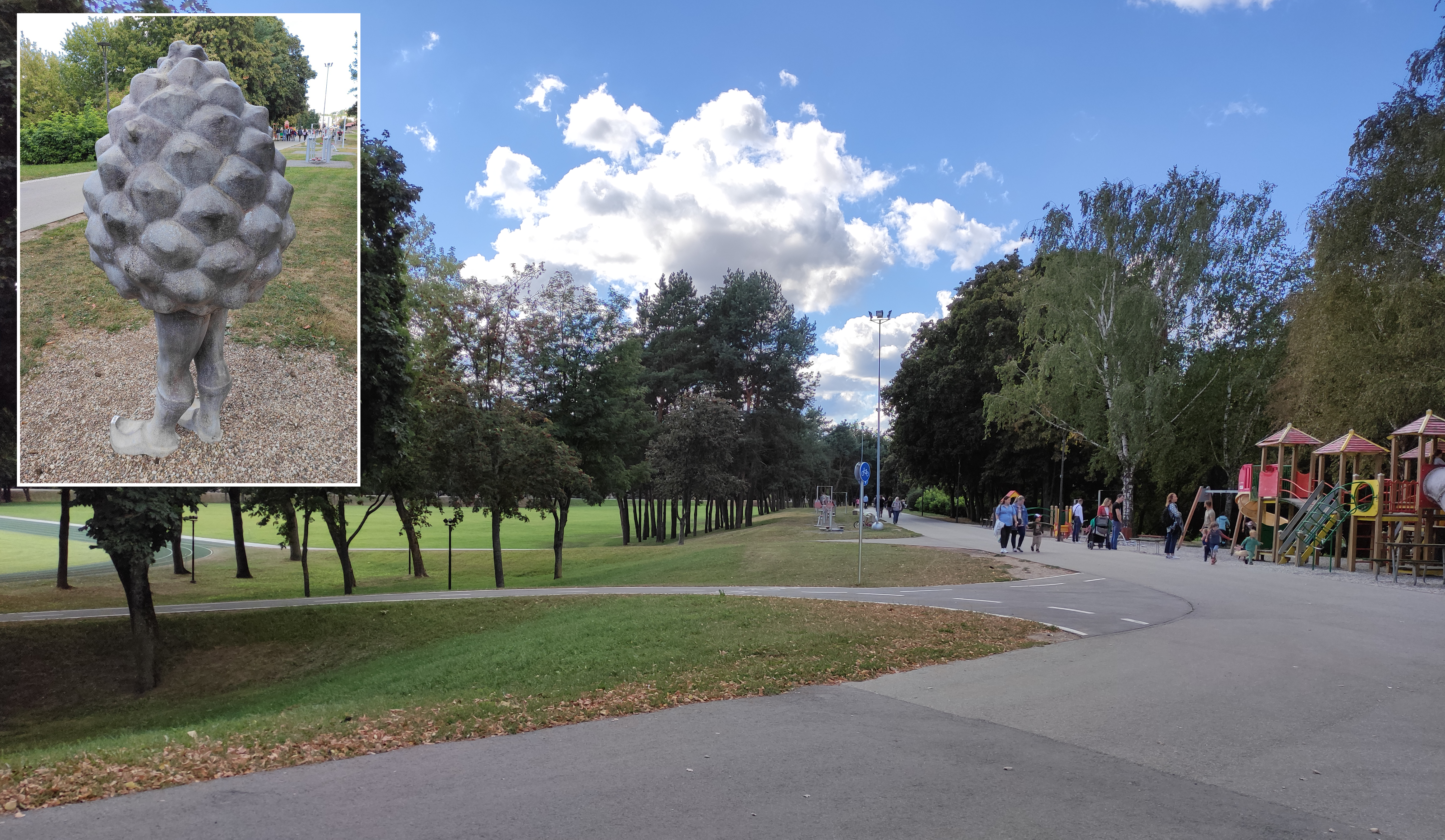
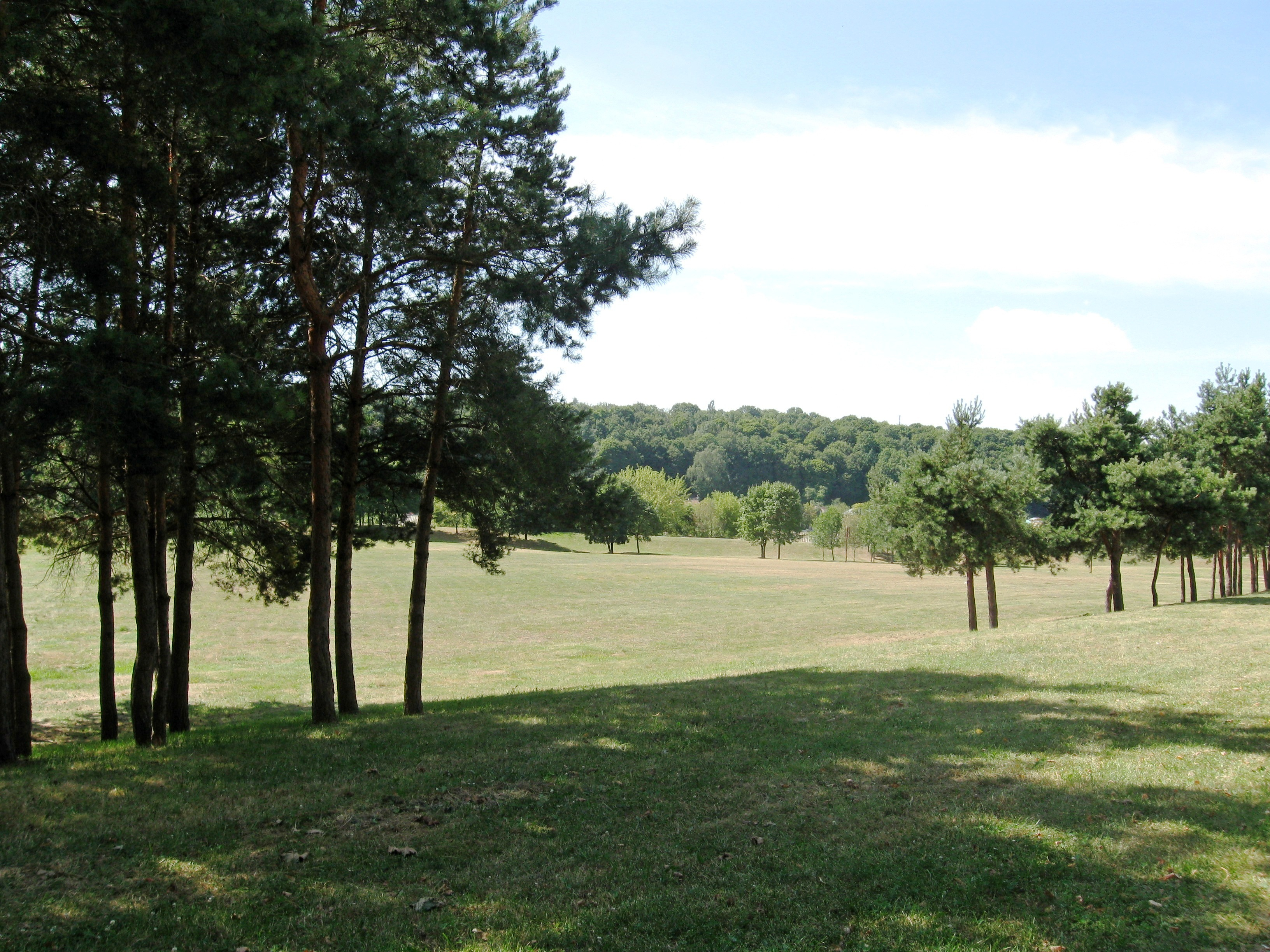
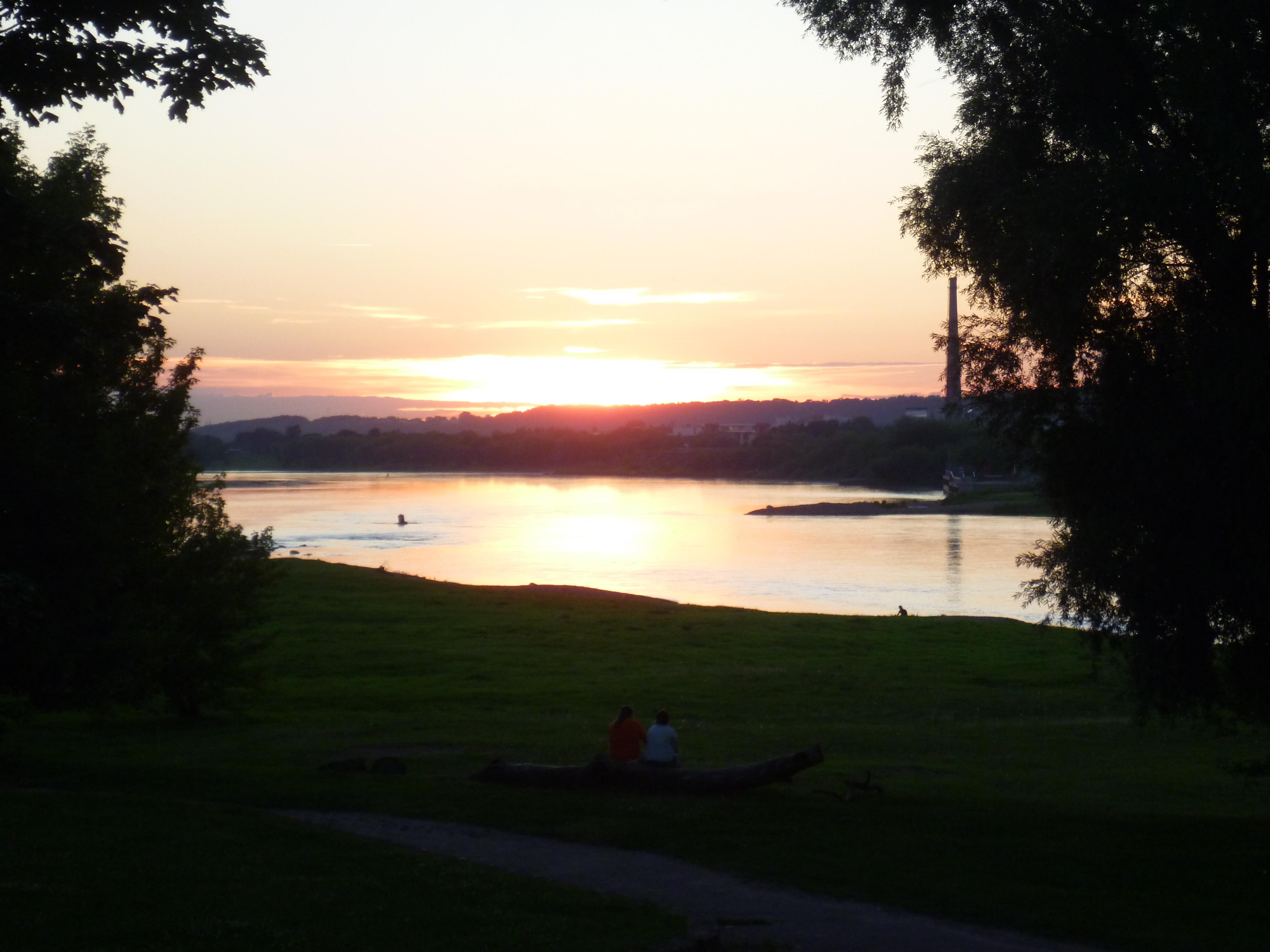